# (30717) 1937 UD
1937 يو دي (ويعرف أيضًا باسم (30717) 1937 يو دي وفق تسمية الكوكب الصغير) (بالإنجليزية: 1937 UD)‏ هو كويكب ضمن حزام الكويكبات؛ وترتيبه 30717 من حيث الاكتشاف.
اكتُشف هذا الجُرم الفلكي بواسطة كارل فيلهلم راينموت في 26 أكتوبر 1937.

## وصلات خارجية
- (30717) 1937 UD في قاعدة بيانات مختبر الدفع النفاث لأجرام النظام الشمسي الصغيرة

- الاكتشاف · مخطط المدار ·  العناصر المدارية · المعلمات المادية

- (30717) 1937 UD على موقع ويكي سكاي: DSS2, SDSS, GALEX, IRAS, Hydrogen α, X-Ray, Astrophoto, Sky Map, Articles and images